# Крушина
Круши́на (лат. Frángula) — род древесных растений семейства Крушиновые (Rhamnaceae). Род включает около 60 видов. Латинское название Frangula происходит от лат. frangere — ломать, по ломкой древесине.
В некоторых ранних классификациях род рассматривается как подрод рода Жостер (Rhamnus), однако в современной системе APG IV такой подход не поддерживается, оба рода являются самостоятельными.

## Ботаническое описание
Представители рода — листопадные древесные растения: кустарники или небольшие деревья. Листья очерёдные, с очень мелкими опадающими прилистниками. Листовые пластинки не кожистые, с 5—15 парами боковых жилок; края пластинок либо цельные, либо мелкозубчатые.
Цветки актиноморфные, мелкие, обоеполые, собраны в пазушные полузонтики либо пучки. Чашечка мясистая, пятираздельная либо пятилопастная. Венчик состоит из пяти коротких и широких лепестков желтовато-белой, желтоватой или зеленоватой окраски. Тычинок пять, они супротивны лепесткам. Гинецей ценокарпный. Завязь трёхгнёздная, с коротким столбиком; рыльце трёхлопастное.
Плоды сочные, в форме шара, костянковидные (с одним семенем), диаметром от 6 до 9 мм, в зрелом состоянии — фиолетово-чёрные. семена — с прямым зародышем, скудным эндоспермом. Семена имеют чечевицеобразную форму — в отличие от представителей рода Жостер (Rhamnus), у которых семена более или менее шарообразны.

## Распространение и экология
Представители рода распространены в умеренно тёплых и субтропических областях как Северного, так и Южного полушария. Наибольшее видовое разнообразие наблюдается в Северной Америке.

## Классификация

### Таксономическое положение
- Frangula Mill., 1754, Gard. Dict. Abr. ed. 4 : s.p.

Род Крушина включается в семейство Крушиновые (Rhamnaceae) порядка Розоцветные (Rosales), последовательно входящего в более крупные клады Фабиды → Розиды → Суперрозиды → Эвдикоты → Цветковые растения. Таксономическая схема в соответствии с Системой APG IV по состоянию на июнь 2024 года:
|  |                          |  |                                   |                                   |                      |  | еще 8 семейств |             |              |                                                            |
|  |                          |  |                                   |                                   |                      |  |                |             |              | 56 подтвержденных видов и 9 видов, ожидающих подтверждения |
|  |                          |  |                                   | порядок Розоцветные               |                      |  |                |             | еще 60 родов |                                                            |
|  |                          |  |                                   | порядок Розоцветные               |                      |  |                |             | еще 60 родов |                                                            |
|  | клада Цветковые растения |  |                                   |                                   | семейство Крушиновые |  |                |             |              |                                                            |
|  | клада Цветковые растения |  |                                   |                                   |                      |  |                |             |              |                                                            |
|  |                          |  | ещё 63 порядка цветковых растений | ещё 63 порядка цветковых растений |                      |  |                | род Крушина | род Крушина  |                                                            |
|  |                          |  |                                   | ещё 63 порядка цветковых растений |                      |  |                |             | род Крушина  |                                                            |

### Виды
Некоторые из них:
- Frangula acuminatifolia (Hayata) Grubov
- Frangula alnus Mill. typus[4] — Крушина ломкая, или Крушина ольховидная. Широко распространённый в Евразии кустарник (иногда небольшое дерево). Лекарственное растение.
- Frangula austrosinensis Hatus.
- Frangula azorica Grubov
- Frangula betulifolia (Greene) Grubov
- Frangula × blumeri (Greene) Kartesz & Gandhi
- Frangula californica (Eschsch.) A.Gray — Крушина калифорнийская, или Кофейная ягода. Западная часть Северной Америки.
- Frangula capreifolia (Schltdl.) Grubov
- Frangula crenata (Siebold & Zucc.) Miq. — Крушина зазубреннолистная. Китай, Корея, Япония.
- Frangula dianthes (L.Riley) Grubov
- Frangula discolor (Donn.Sm.) Grubov
- Frangula glaberrima (Peyron) Grubov
- Frangula goudotiana (Triana & Planch.) Grubov
- Frangula grandiflora (C.Y. Wu ex Y.L. Chen & P.K. Chou) Grubov — Крушина крупноцветковая
- Frangula grandifolia (Fisch. & C.A.Mey.) Grubov — Крушина крупнолистная. Закавказье, Иран.
- Frangula granulosa (Ruiz & Pav.) Grubov
- Frangula grisea (Merr.) Grubov
- Frangula henryi (C.K.Schneid.) Grubov
- Frangula lindeniana (Triana & Planch.) Grubov
- Frangula longipes (Merr. & Chun) Grubov
- Frangula macrocarpa (Standl.) Grubov
- Frangula microphylla (Humb. & Bonpl. ex Schult.) Grubov
- Frangula mucronata (Schltdl.) Grubov
- Frangula obovata (Kearney & Peebles) G.L.Nesom & Sawyer
- Frangula palmeri (S.Watson) Grubov
- Frangula pinetorum (Standl.) Grubov
- Frangula pringlei (Rose) Grubov
- Frangula purshiana Cooper — Каскара, или Крушина Пурша. Североамериканское растение, один из наиболее крупных представителей рода (достигает в высоту 15 м). Лекарственное растение.
- Frangula revoluta (Rose) Grubov
- Frangula rhododendriphylla (Y.L.Chen & P.K.Chou) H.Yu, H.G.Ye & N.H.Xia
- Frangula rubra (Greene) Grubov
- Frangula rupestris Schur — Крушина скальная. Встречается в горах Западной Европы.
- Frangula sphaerosperma (Sw.) Kartesz & Gandhi
- Frangula ulei (Pilg.) Grubov